# Heliconia farinosa
Heliconia farinosa är en enhjärtbladig växtart som beskrevs av Giuseppe Raddi. Heliconia farinosa ingår i släktet Heliconia och familjen Heliconiaceae. Inga underarter finns listade.

## Bildgalleri

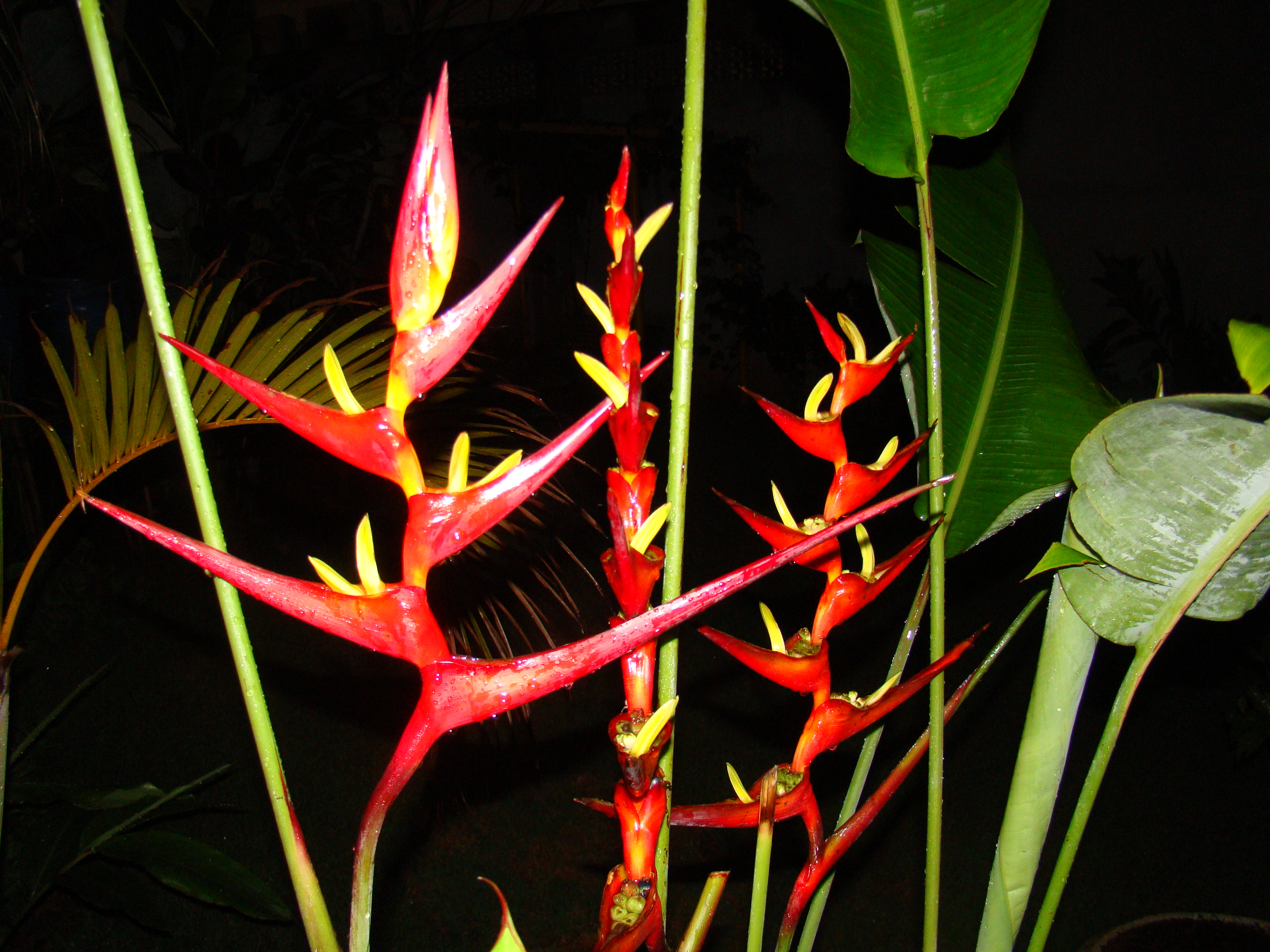